# خربقان باتلاقی
خربقان باتلاقی (نام علمی: Epipactis palustris) نام یک گونه از سرده خربقان است.